# Guðmundur Kristjánsson
Guðmundur Kristjánsson (ur. 1 marca 1989) – islandzki piłkarz grający na pozycji pomocnika.

## Kariera klubowa
Profesjonalną karierę rozpoczął w Breiðablik UBK, w którym, nie licząc kilkumiesięcznego pobytu w Haukar Hafnarfjörður, występował aż do końca 2011 roku. Na początku 2012 roku wyjechał do Norwegii i został zawodnikiem IK Start.

## Kariera reprezentacyjna
W reprezentacji Islandii zadebiutował 22 marca 2009 roku w towarzyskim meczu przeciwko Wyspom Owczym. Na boisku pojawił się w 81 minucie.
| Mecze i gole w reprezentacji | Mecze i gole w reprezentacji | Mecze i gole w reprezentacji | Mecze i gole w reprezentacji | Mecze i gole w reprezentacji | Mecze i gole w reprezentacji | Mecze i gole w reprezentacji |
| #                            | Data                         | Stadion                      | Rywal                        | Wynik                        | Gol                          | Rozgrywki                    |
| 2009                         | 2009                         | 2009                         | 2009                         | 2009                         | 2009                         | 2009                         |
| ---------------------------- | ---------------------------- | ---------------------------- | ---------------------------- | ---------------------------- | ---------------------------- | ---------------------------- |
| 1.                           | 22.03.2009                   | Kópavogur, Islandia          | Wyspy Owcze                  | 1:2                          | 0                            | towarzyski                   |
| 2010                         |                              |                              |                              |                              |                              |                              |
| 2.                           | 21.03.2010                   | Kópavogur, Islandia          | Wyspy Owcze                  | 2:0                          | 0                            | towarzyski                   |
| 3.                           | 24.03.2010                   | Charlotte, USA               | Meksyk                       | 0:0                          | 0                            | towarzyski                   |
| 4.                           | 11.08.2010                   | Reykjavík, Islandia          | Liechtenstein                | 1:1                          | 0                            | towarzyski                   |
| 2012                         |                              |                              |                              |                              |                              |                              |
| 5.                           | 24.02.2012                   | Osaka, Japonia               | Japonia                      | 1:3                          | 0                            | towarzyski                   |
| 2014                         |                              |                              |                              |                              |                              |                              |
| 6.                           | 21.01.2014                   | Abu Zabi, ZEA                | Szwecja                      | 0:2                          | 0                            | towarzyski                   |

## Sukcesy
Breiðablik
- Mistrzostwo Islandii: 2010
- Puchar Islandii: 2009